# Ted Chiang
Ted Chiang (姜峯楠) (Port Jefferson, New Jersey, 1967–) amerikai sci-fi-író.

## Élete
A Brown Egyetemen szerzett diplomát számítástechnikából. Jelenleg a Washington állambeli Bellevue-ben él és szabadúszó műszaki szakíróként dolgozik a számítógépiparban.

## Munkássága
Első publikált műve a Tower of Babylon című novella volt, amely rögtön elnyerte a Nebula-díjat 1990-ben, és több más díjra, többek közt Hugo-díjra is jelölték. Chiang kevéssé termékeny szerző, 2011 végéig összesen 12 elbeszélése, egy kisregénye és egy, az első nyolc elbeszélését tartalmazó novellagyűjteménye jelent meg, azonkívül néhány esszéje. Mindazonáltal így is három Hugo- és négy Nebula-díjat, egy Theodore Sturgeon-emlékdíjat, egy Sidewise- és két Locus-díjat, valamint számos jelölést tudhat magáénak. 1992-ben elnyerte a legjobb új írónak ítélt John W. Campbell-díjat (John W. Campbell Award for Best New Writer) is. Legújabb, egyben az eddigi leghosszabb műve egy kisregény, a The Lifecycle of Software Objects, amely elnyerte a Hugo- és a Locus-díjat, és amelyet Nebula-díjra jelöltek.

## Művei

### Novellák
- Tower of Babylon (Bábel tornya) (1990)
- Division by Zero (Nullával való osztás) (1991)
- Understand (Értsd meg!) (1991)
- Story of Your Life (Életed története) (1998)
- Seventy-Two Letters (Hetvenkét betű) (2000)
- The Evolution of Human Science (eredeti címén: Catching Crumbs from the Table) (Az emberi tudomány fejlődése) (2000)
- Hell Is the Absence of God (A pokol mint Isten hiánya) (2001)
- Liking What You See: A Documentary (Szépségvakság: Dokumentumműsor) (2002)
- What's Expected of Us (2005)
- The Merchant and the Alchemist's Gate (A kereskedő és a bölcsek kapuja) (2007)
- Exhalation (Kilélegzés) (2008)
- What's Expected of Us (Mit várnak tőlünk?) (2005)
- The Lifecycle of Software Objects (A szoftveres objektumok életciklusa) (2010)
- Dacey's Patent Automatic Nanny (Dacey szabadalmazott, önműködő dadája) (2011)
- The Truth of Fact, the Truth of Feeling (A tények valója, érzések igaza) (2013)
- The Great Silence (A Nagy Csend) (2016)
- Omphalos (Omphalosz) (2019)
- Anxiety Is the Dizziness of Freedom (A szorongás a szabadság szédülete) (2019)
- It's 2059, and the Rich Kids are Still Winning (2019)

### Kisregény
- The Lifecycle of Software Objects (A szoftveres objektumok életciklusa) (2010)

### Novellagyűjtemények
- Stories of Your Life and Others (Életed története és más novellák – Érkezés) (2002)
- Exhalation (Kilégzés és más novellák) (2019)

### Esszék
- Letter (Science Fiction Eye #9) (1991)
- Story Notes (Stories of Your Life and Others) (2000)
- Story Notes (2003)

## Magyarul
- Bábel tornya; in: Galaktika 143. száma (VIII. évfolyam, 1992. augusztus)
- A kereskedő és a bölcsek kapuja; in: Galaktika 220. száma (XXIX. évfolyam, 2008. június)
- Kilélegzés; in: Kétszázadik (ISBN 978-963-9828-24-7, 336 oldal), 2009, Galaktika Fantasztikus Könyvek-sorozat. Fordítók: Csatári Piroska, Illés Róbert, J. Magyar Nelly, Kornél Emília, Németh Magdolna, Sallér Imre, Sohár Anikó, Tamás Gábor és Weisz Györgyi
- Életed története és más novellák; ford. Galamb Zoltán et al.; Agave Könyvek, Budapest, 2016
- Kilégzés és más novellák; ford. Ballai Mária, Bosnyák Edit et al.; Agave Könyvek, Budapest, 2019
- Érkezés és más novellák; Agave Könyvek, Budapest, 2019

## Online novellái
- Division by Zero
- Understand
- Story of Your Life[halott link]
- Seventy-Two Letters
- Catching Crumbs from the Table
- What's Expected of Us
- Exhalation
- The Lifecycle of Software Objects